# Coll de Llívia

El Coll de Llívia, respecte del terme d'Abella de la Conca

El coll de Llívia és una collada situada a 1.480,1 m d'altitud, en el límit dels termes municipals d'Abella de la Conca, a la comarca del Pallars Jussà, i de Coll de Nargó (antic terme de Montanissell), a la de l'Alt Urgell.
És al capdamunt, a llevant, del riu de Carreu, que hi neix a prop, així com del riu de Pujals, que baixa cap a Bóixols i la Baronia de Rialb.
El coll de Llívia havia estat un important nus de comunicacions, atès que era la cruïlla dels camins que des de la conca de Dalt, a partir d'Aramunt s'adreçaven cap a Coll de Nargó i la Seu d'Urgell, així com els que anaven per Bóixols i Abella de la Conca cap a la Conca Dellà i Tremp, com el camí de Carreu.

## Etimologia
Segons Joan Coromines, en aquest cas Llívia és un topònim trasplantat des del lloc on s'originà, la vila de Llívia, a la Cerdanya, per persones que en procedien i s'establiren a la Conca de Dalt.